# Sminthopsis douglasi
Sminthopsis douglasi är en pungdjursart som beskrevs av William Archer 1979. Sminthopsis douglasi ingår i släktet Sminthopsis och familjen rovpungdjur. Inga underarter finns listade.
Arten blir 110 till 135 mm lång (huvud och bål), har en lika lång eller något kortare svans och väger 40 till 70 g. På ovansidan förekommer spräcklig päls i brun och grå och undersidan är täckt av ljusbrun till vit päls. Huvudet kännetecknas av två ljusa strimmor mellan ögonen med en mörk strimma i mitten samt av svarta ögonringar. Även öronens utsida är svartaktig. På kinderna förekommer ibland en röd skugga. Svansens främre del är allmänt tjock och svansens spets är allmänt mörkare.
Pungdjuret förekommer i norra Australien söder om Kap Yorkhalvön. Arten vistas där i mera torra gräsmarker. Honor föder upp till två kullar med åtta ungar per år.
Individerna är aktiva på natten och gömmer sig på dagen i håligheter eller i den täta växtligheten. Sminthopsis douglasi äter olika insekter som andra ryggradslösa djur som kompletteras med små ödlor. Ofta kan honor före vintern fortplanta sig. Enstaka honor kan ha tre kullar under livet och hannar fortplantar sig oftast två gånger under livet.
Arten jagas av introducerade rovdjur som tamkatter och rödrävar. Dessutom äter nötkreatur och får dessa växter som pungdjuret behöver som gömställe. Även det introducerade trädet Acacia nilotica minskar den låga växtligheten på marken genom sin dominans. IUCN kategoriserar arten globalt som nära hotad.